# سلیم کوهی
سلیم کوهی یا سلیم اوراسیایی (نام علمی: Charadrius morinellus) نام یک گونه از سرده سلیم‌های طوق‌دار است.
سلیم کوهی، ۲۱ سانتی‌متر طول دارد؛ پرنده‌ای است بسیار آرام و نر آن کوچکتر از ماده می‌باشد. نشانه‌های تشخیص این پرنده عبارتند از نوار سفید در حد بین سینه و سطح شکمی بلوطی مایل به نارنجی، تارک تقریباً سیاه با نوارهای چشمی سفید پهن که امتداد آنها در پس گردن به شکل (V) بهم متصل می‌شوند. شکمش سیاه و حاشیه دم آن سفید است، پاهایش زرد است، در پرو بال زمستانی و در پرنده نابالغ نوار چشمی تیره و طرح مشخص سطح شکمی وجود ندارد، سینه و پهلوها قهوه‌ای است و نوار سینه‌ای تا حدی نامشخص می‌باشد. در پرواز گلو، نوار سینه‌ای و پوشپرهای زیر دم سفید آن با سینه تیره و شکم سیاهش تضاد خاصی دارد. در زمستان این نشانه‌ها زیاد واضح نیست ولی نوار چشمی و نوار سینه‌ای آن همواره وسیله تشخیص خوبی است گرچه گاهی دیدن آنها مشکل است. سلیم کوهی در پرواز بدنش نسبتاً گرد و دمش کوتاه به نظر می‌رسد.

## زیستگاه
زمستان‌ها بیشتر در سواحل ماسه‌ای یا باتلاقی، مزارع شخم‌زده، چراگاه‌های ناهوار، مناطق کم ارتفاع و همچنین در بیابان‌های ماسه‌ای دیده می‌شود. سلیم کوهی در توندرا و مناطق کوهستانی زادوولد می‌کند.

## پراکندگی
سلیم کوهی پرنده‌ای است که زمستان‌ها در خوزستان از پراکندگی فراوانی برخوردار است و به صورت مهاجر عبوری در شمال و غرب ایران نسبتاً فراوان دیده می‌شود.